# 我们人民 (白宫联署系统)
我们人民（英語：We the People），又稱白宮聯署，是美国白宫的聯署網站，是白宮官网的组成部分之一，于2011年9月22日开通。该系统是为针对当前政府的政策进行线上请愿而设计。达到一定数量的签名的请愿将会被政府官员审阅，并获得官方回应。2012年8月23日，白宫数字战略办公室主任梅肯·菲利普斯开放了该平台的源代码。该源代码可在GitHub上获取，其中列举了美國政府作品版權的公共领域状态，而且獲得GPLv2的许可。2021年1月20日（即乔·拜登就职当天），该网站下线，网站地址自动重定向到白宫官网首页，原因不明。

## 简介
希望创建请愿的用户需要先注册一个免费的whitehouse.gov帐户。 而簽署聯署可選擇填寫姓名及電郵地址， 然後在確認郵件中點選連結便可完成簽署。

## 連署指標
一份请愿须在30天内达到150个签名，方可显示在whitehouse.gov中。
2013年1月16日起，一份请愿如需获得政府回应，必须在30天内获得100,000个签名。这个阈值最初设定为5000个签名，2011年10月3日阈值上升至25,000个签名。

## 個案

### 死星
2012年，一份要求政府创造死星以作为刺激经济及创造就业的手段的请愿被提出，该请愿获得了超过25,000个签名，足够获得官方回应。2013年1月，官方回应出炉，其中称建造一个死星的花费预计将达到852万亿美元，根据当前的钢铁生产率，需要超过833,000年才能建成。该回应还指出，“政府不支持炸毁行星”，并对资助一项“具有可被单人飞船利用的致命缺陷”的武器的研发是否合适提出疑问，由此拒绝了该项请愿。

### 法輪功相關事件
2012年底，美國移植專科醫生Arthur Caplan等人在「We the People」網站發動連署，希望美國能夠調查違背醫德的「活摘器官」事件，該事件甚至跟中國大陸被拘捕的法輪功成員有關。（對中共摘取法輪功學員及良心犯器官的指控）

### 朱令鉈中毒事件
1994年發生的朱令鉈中毒事件，當時北京的清華大學女學生朱令遭人投毒並發生全身癱瘓、腦神經受損等症狀，並造成終身傷害。其室友孫維被怀疑为投毒者，她在事後更名并前往美國。十餘年後中國大陸媒體重新提起此事件，因此有華人網民在白宮「我們人民」連署網發動連署，希望美方將「逍遙法外」的孫維以非法移民與謀殺等罪嫌遣返中國，交代朱令事件的原委。

### 2013年菲律賓公務船攻擊台灣漁船事件
2013年五月，台灣漁船「廣大興28號」在台菲爭議海域遭菲律賓海巡署公務船上的軍警開槍攻擊，並造成船上台灣漁民洪石成中彈身亡，此一事件造成全台輿論譁然，中華民國政府強烈要求菲律賓當局對此事件鄭重道歉、賠償、懲兇、訂定漁業協議。後來因為台灣與菲律賓的對立漸趨激烈，而且菲律賓媒體和政府立場皆指稱為台灣漁船「非法入侵」並「正當防衛」，但台灣輿論口徑一致，稱菲律賓犯下不可饒恕的殺人罪行，因此雙方互不讓步，並就各自所有的證詞強烈宣示立場。
雖然菲律賓政府事後發布對台「道歉聲明」，但中華民國政府認為毫無誠意，對菲當局的聲明不買帳。在此同時，由於藉由菲律賓媒體所傳達的菲當局立場第一時間攻佔國際媒體版面，輿論趨向對台灣不利，因此有台灣民眾為了「導正視聽」，在白宮「我們人民」連署網發動連署，希望美國當局能對此事件表達看法。

### 2015年双橡园元旦升旗典礼
2015年元旦，中华民国驻美代表处在双橡园举行中华民国与美国断交后首次的元旦升旗典礼，事后美国国务院称此举不符合美方的外交政策，美国在台协会也发表声明要求中华民国方面确保这类事情不再发生。旧金山华人夏晨曦及其他网友向《黄花岗》杂志建议向在“我们人民”联署网发起联署，在杂志主编辛灏年和副主编丁毅的支持下，于1月15日发起联署，希望美国当局停止对中华民国及其国旗持打压态度，并对中华人民共和国说不。

### 香港反對逃犯條例修訂草案運動
香港反對逃犯條例修訂草案運動期間發起了多個白宮聯署，最終美國國會啟動了香港人權與民主法案立法程序，並於2019年11月通過成為正式法案。

### 曾偉雄競逐聯合國主任聯署被黑客凍結事件
2019年4月獲委任為國家禁毒委員會副主任的警務處前處長曾偉雄，在6月時獲中央政府提名，競逐聯合國駐維也納辦公室（UNOV）總幹事兼聯合國毒品和犯罪問題辦公室（UNODC）執行主任。不過，在“反送中運動”中香港警察及中國政府的形象跌落谷底，而曾偉雄曾指警員「如慈母一樣保護佔領者」等言論。
2019年7月，香港民間發起了白宮聯署要求聯合國禁止曾偉雄出任禁毒副主任職位，唯在聯署達標前三天的衝刺階段，聯署數字一直被凍結不動，很多網民表示收不到白宮驗證電郵無法繼續簽署，輿論懷疑有黑客入侵阻止聯署。最終8月27日聯署限期到達時聯署數字一直停留在8萬4千結束，未能達到10萬的聯署要求。香港民間隨即再接再厲在8月27日發起第二次白宮聯署，由零開始重新收集簽署，最終聯署成功突破十萬門檻要求並以11萬8千作結。其後聯合國亦在11月下旬公佈曾偉雄競逐職位失敗，禁毒副主任一職由埃及社會團結部長瓦利出任。

## 批评
在白宫首次回应请愿之前，已經有人對“我们人民”的功效產生质疑。
对已出台（公布）之官方回应的批评包括，认为其属样板文字或者答非所问，认为政府虚晃一枪而没真正回答请愿中提出的问题。

## 其它國家相關聯署網站
其它國家亦有類似的相關聯署，例如英國、澳洲及德國的國會。也有不屬於任何政府的Change.org，2019年民眾要求日本國會通過日本版《香港人權與民主法案》聯署以及要求海牙國際法庭制裁香港警察聯署便是在此網站發起。